# 神奇寶貝劇場版：神速的蓋諾賽克特 超夢覺醒
《神速的蓋諾賽克特 超夢覺醒》，是神奇寶貝動畫的第十六部電影版、同時也是超級願望系列的第三部電影版、也是該系列的最後一部電影版。本作以「由人類所創造的神奇寶貝們，將被宿命引導！」作為標語。

## 劇情簡介
小智一行人來到紐特市，遭遇了蓋諾賽克特作亂破壞的情景，而此時超夢出現並阻止蓋諾賽克特。

## 場景
紐特市/神奇寶貝山莊：舞台參考自紐約。

## 登場人物
| 角色   | 配音員     | 配音員 | 配音員 | 介紹                                                             |
| 角色   | 日本       | 香港   | 臺灣   | 介紹                                                             |
| ------ | ---------- | ------ | ------ | ---------------------------------------------------------------- |
| 小智   | 松本梨香   | 吳小藝 | 汪世瑋 | 小智的神奇寶貝——皮卡丘、噴火龍、水水獺、藤藤蛇、炒炒豬、保母蟲。 |
| 艾莉絲 | 悠木碧     | 顧詠雪 | 林美秀 | 艾莉絲的神奇寶貝——牙牙、龍頭地鼠、導電飛鼠、快龍。               |
| 天桐   | 宮野真守   | 郭湛深 | 于正昇 | 天桐的神奇寶貝——花椰猴、岩殿居蟹、泥巴魚。                       |
| 艾利克 | 吉村崇     | 袁德基 | 宋昱璁 | 神奇寶貝山莊的管理員。                                           |
| 武藏   | 林原惠     | 莊巧兒 | 詹雅菁 |                                                                  |
| 小次郎 | 三木真一郎 |        | 吳東原 |                                                                  |
| 喵喵   | 犬山犬子   | 王夢華 | 汪世瑋 |                                                                  |

### 神奇寶貝
- 勾魂眼（日本配音：吉岡聖恵，台湾配音：陳凱莉）
- 大力鱷（日本配音：最上嗣生，台湾配音：于正昇）

### 傳說神奇寶貝
- 超夢：人類以夢幻的遺傳基因為基礎，製造出的最強神奇寶貝，繼超夢的逆襲之後再度登上大螢幕。這次，牠將要覺醒全新的姿態，也就是後作《神奇寶貝XY》的超進化。另外、本作中的超夢與超夢的逆襲中的超夢是平行世界的超夢。（日本配音：高島礼子，台湾配音：詹雅菁，香港配音：陳雪瑩）
- 蓋諾賽克特：電漿團復活並改造的古代神奇寶貝，一共有五隻（一隻紅色為蟲王，四隻紫色為部下）。（日本配音：山寺宏一（蟲王）、渡辺明乃（冰）、古島清孝（炎）、佐藤健輔（雷）、諸星すみれ（水），台湾配音：于正昇（蟲王）、許淑嬪（冰）、吳東原（炎）、宋昱璁（雷）、林美秀（水））

## 主題曲
| 曲別   | 曲名                 | 作詞           | 作曲           | 編曲           | 歌                       |
| ------ | -------------------- | -------------- | -------------- | -------------- | ------------------------ |
| 片頭曲 | 「」〈如夏日的斜坡〉 | 大介、田中秀典 | 大介、田中秀典 | 鈴木Daichi秀行 | 大介                     |
| 片尾曲 | 「笑顔」             | 水野良樹       | 水野良樹       | 龜田誠治       | 生物股長（Epic Records） |

## 備註
繼「凱路迪歐」配佈後台灣再度引進的電影神奇寶貝配佈活動，本次活動與日本制度相同，憑預售票於FUNBOX取得「超夢」，及憑電影票根於FUNBOX取得「紅色蓋諾賽克特」。

## 副篇與相關作品
同時上映 皮卡丘與伊布好朋友（ピカチュウとイーブイフレンズ）  
- 日本英文名：Pikachu & Eevee Freinds
- 美國官方名：Eevee & Freinds
- 場景：
- 劇情簡介：
- 主要登場神奇寶貝：伊布、水精靈、雷精靈、火精靈、太陽精靈、月精靈、葉精靈、冰精靈、仙子精靈

於造勢方面，日本亦於電影上映前，於電視重播三部與超夢相關的長篇作品。
- 電影版-超夢的逆襲（完整版）
- 長篇OVA-超夢重現 風雲再起（超夢的逆襲續集）
- 長篇OVA-戰慄的幻影神奇寶貝（英文名：幻影神奇宝贝的主谋）（超世代時期，美國製神奇寶貝10週年特別企劃）

此外，官方還另外推出了特別短篇OVA「超夢 覺醒的序章」，描寫超夢於電影版之前所發生的事情，小智於合眾地區使用伊布小隊的勁敵巴吉爾亦有在此章登場。
日本於2013年7月11日，接在當天於電視播出的「酋雷姆VS聖劍士 凱路迪歐」之後播出。

## 關聯項目
- 神奇寶貝動畫版
- 神奇寶貝動畫電影版

## 外部連結
- （日語）神速的蓋諾賽克特 超夢覺醒公式官網（页面存档备份，存于）
- 開眼電影網上《神奇寶貝劇場版：神速的蓋諾賽克特 超夢覺醒》的資料（繁體中文）
- 时光网上《神奇寶貝劇場版：神速的蓋諾賽克特 超夢覺醒》的資料（简体中文）
- 豆瓣电影上《神奇寶貝劇場版：神速的蓋諾賽克特 超夢覺醒》的資料 （简体中文）